# Tenes
Trong thần thoại Hy Lạp, Tenes hay Tennes (tiếng Hy Lạp cổ: Τέννης) là một anh hùng của đảo Tenedos.